# Get Up and Dance/Tree Trunk
Get Up and Dance/Tree Trunk è un 45 giri del gruppo rock psichedelico americano The Doors pubblicato dalla Elektra Records nel giugno 1972.
Il disco comprende il primo singolo estratto dall'album Full Circle, scritto da Robby Krieger, Ray Manzarek e John Densmore, e la B-Side Tree Trunk, canzone che non appare in nessun altro album. In Get Up and Dance la voce del tastierista del gruppo Ray Manzarek viene accompagnata da un gruppo di coriste femminili, mentre al basso c'è Chris Ethridge.

## Tree Trunk
Il brano è uno dei tre singoli del Lato B realizzati dai The Doors che non fanno parte di alcun album. Gli altri due sono Who Scared You (il Lato B di Wishful Sinful, pubblicato dalla Elektra Records nel 1969) e (You Need Meat) Don't Go No Further (il Lato B di Love Her Madly, pubblicato sempre dalla Elektra Records nel 1971), ed entrambi appaiono sull'album compilation Weird Scenes Inside the Gold Mine.
Tree Trunk è la canzone più rara e meno conosciuta dei Doors, infatti l'unica versione in commercio è rimasta quella del 1972 fino alla pubblicazione non ufficiale nel 2010 da parte della Howlin Wolf Records come traccia bonus nella raccolta su CD singolo dei due album Other Voices e Full Circle.

## Musicisti
- Ray Manzarek - Tastiera
- Robby Krieger - Chitarra
- John Densmore - Batteria
- Chris Ethridge - Basso